# Martín de Calatayud
Martín de Calatayud (1501 – 9 de novembro de 1548) foi um prelado católico romano que serviu como bispo de Santa Marta (1543–1548).

## Biografia
Martín de Calatayud nasceu em Calatayud, em Espanha, e foi ordenado sacerdote na Ordem de São Jerónimo. A 19 de dezembro de 1543, o Papa Paulo III nomeou-o Bispo de Santa Marta. Em dezembro de 1547, foi consagrado bispo na Catedral de Lima, por Jerónimo de Loayza, arcebispo de Lima com García Díaz Arias, bispo de Quito, e Juan Solano, bispo de Cuzco, como co-consagradores. Faleceu no dia 9 de novembro de 1548.